# Ghiacciaio Foster
Il ghiacciaio Foster è un ghiacciaio lungo circa 10 km situato nella regione centro-occidentale della Dipendenza di Ross, nell'Antartide orientale. Il ghiacciaio, il cui punto più alto si trova a circa 2000 m s.l.m., si trova sulla costa di Scott, nel versante sud-orientale della dorsale Royal Society, da cui fluisce verso sud-est, scorrendo lungo il versante settentrionale della cresta Hopper, fino a unire il proprio flusso, a cui lungo il percorso si è unito quello del ghiacciaio Shark Fin, a quello del ghiacciaio Koettlitz.

## Storia
Il ghiacciaio Foster è stato mappato da membri dello United States Geological Survey (USGS) grazie a fotografie aeree scattate dalla marina militare statunitense (USN) nel periodo 1956-62, e così battezzato dal Comitato consultivo dei nomi antartici in onore del maggiore James Foster, del Corpo dei Marines, ufficiale delle operazioni di volo per la Task Force 43 della USN in Antartide nel 1960.